# Działoszyce (gemeente)
De gemeente Działoszyce is een stad- en landgemeente in het Poolse woiwodschap Święty Krzyż, in powiat Pińczowski.
De zetel van de gemeente is in Działoszyce.
Op 30 juni 2004 telde de gemeente 5736 inwoners.

## Oppervlakte gegevens
In 2002 bedroeg de totale oppervlakte van gemeente Działoszyce 105,48 km², waarvan:
- agrarisch gebied: 82%
- bossen: 12%

De gemeente beslaat 17,25% van de totale oppervlakte van de powiat.

## Demografie
Stand op 30 juni 2004:
| Omschrijving                   | Totaal | Totaal | Vrouwen | Vrouwen | Mannen | Mannen |
| ------------------------------ | ------ | ------ | ------- | ------- | ------ | ------ |
| eenheid                        | aantal | %      | aantal  | %       | aantal | %      |
| inwoners                       | 5736   | 100    | 2868    | 50      | 2868   | 50     |
| bevolkingsdichtheid (inw./km²) | 54,4   | 54,4   | 27,2    | 27,2    | 27,2   | 27,2   |

In 2002 bedroeg het gemiddelde inkomen per inwoner 1074,96 zł.

## Administratieve plaatsen (sołectwo)
Biedrzykowice, Bronocice, Bronów, Chmielów, Dębiany, Dębowiec, Dziekanowice, Dziewięczyce, Dzierążnia, Gaik, Iżykowice, Jakubowice, Januszowice, Jastrzębniki, Ksawerów, Kujawki, Kwaszyn, Lipówka, Marianów, Niewiatrowice, Opatkowice, Pierocice, Podrózie, Sancygniów, Stępocice, Sudół, Szczotkowice, Szyszczyce, Świerczyna, Teodorów, Wola Knyszyńska, Wolica, Wymysłów, Zagaje Dębiańskie, Zagórze.

## Aangrenzende gemeenten
Czarnocin, Książ Wielki, Michałów, Pińczów, Racławice, Skalbmierz, Słaboszów, Wodzisław